# Les Torres (Artés)
Les Torres és un mas a més d'un km a l'oest del nucli d'Artés (el Bages) declarat bé cultural d'interès nacional.

## Arquitectura
Es tracta d'una construcció militar del segle xi que esdevingué, més tard, una masia (documentada com a tal al segle xvi); es tracta d'un castell-palau romànic transformat però que conserva gairebé íntegrament l'edifici originari. És un singular edifici de planta rectangular (20,80 x 3,80 m.) coronat per una torre circular al sector nord-oriental i amb el carener perpendicular a la façana de migdia. La nau hauria estat rematada, en sentit contrari, per una torre idèntica a la conservada. Les parets, de gran amplària, fan 1,40 m i l'alçada de l'edifici (avui seccionada en dos pisos) és de 9,90 m. La il·luminació s'aconseguia gràcies a l'obertura d'unes deu finestres de doble i simple esqueixada obertes a l'arrencada de la volta i algunes tenen forma d'espitlleres. L'aparell està format per petits blocs de pedra escantonats i col·locats en filades. La volta està feta amb lloses i còdols.
La masia amplià les seves dependències al sector de llevant i migdia en tres nivells de pisos diferenciats a l'exterior pels diferents modes d'obertura emprats.

## Història
L'actual masia de les Torres fou una fortalesa del terme i vall d'Artés probablement amb la doble funció de guaita i d'explotació agrària. És una obra del segle xi construïda dins els dominis de la seu episcopal de Vic, dominis que foren confirmats l'any 889 en un precepte del rei Odó i que perduraren fins a la desamortització. En el Fogatge de l'any 1553 es fa referència a Les Torres com a mas situat al sector d'Horta de la Vila d'Artés i el seu propietari era "Bagriel Torra sta al Mas Torres".